# Fatima Elatik
Fatima Elatik (Amsterdam, 6 juni 1973) is een Nederlands politica en bestuurder. Ze is lid van de Partij van de Arbeid.
Elatik was van 1 januari 2009 tot 4 oktober 2010 stadsdeelvoorzitter in het Amsterdamse stadsdeel Zeeburg, dat in die periode fuseerde tot stadsdeel Oost.
Elatik trad op 4 oktober 2010 af na verschillende financiële schandalen waarbij zij als stadsdeelvoorzitter betrokken was.
Op 23 november 2010 werd ze echter herbenoemd en bleef vervolgens aan tot 2014.

## Levensloop
Elatik is geboren en getogen in Amsterdam. Haar vader vertrok in de jaren zestig naar Europa om te werken, eerst in Frankrijk en later in Nederland. In 1971 kwam ook de moeder met hun twee zoons naar Nederland. Fatima is geboren in Amsterdam-Oost, vlak bij de Dappermarkt. Daarna verhuisde de familie naar de Rivierenbuurt, waar Fatima in gezinsverband is opgegroeid. Haar broers zijn zes en twaalf jaar ouder. Na de middelbare school rondde Elatik de hbo-lerarenopleiding biologie af in 1996. Zij studeerde een jaar onderwijskunde.
Na haar studie werkte Elatik als projectmedewerker Grotestedenbeleid in Rotterdam (1996-1998), als beleidsadviseur bij het kabinet van burgemeester Schelto Patijn van Amsterdam (1997-1998) en als beleidsmedewerker allochtone jeugdcriminaliteit bij het Ministerie van Justitie in Den Haag (1998-2001).
In de zomer van 2000 nam Elatik deel aan het VARA-programma Het zwarte schaap. Ze uitte hierbij kritiek op de wijze waarop Theo van Gogh discussies over islam en integratie aanzwengelde.
In 2001 steunde Elatik de afgelasting van de opera Aïsja en de vrouwen van Medina door het Onafhankelijk Toneel, omdat ze vond dat de vrijheid van meningsuiting te ver was doorgeschoten. In columns reageerde Theo van Gogh hier zeer kritisch op, en liet hij zich laatdunkend uit over Elatik. Op de dag van de gemeenteraadsverkiezingen in 2002 plaatste Van Gogh een advertentie op de voorpagina van Het Parool met de tekst 'Waarom zou een toneelstuk niet verboden mogen worden? Stem Fatima Elatik, stem PVDA!'.

### Politieke carrière
Inmiddels was ze in 1998 aangetreden als raadslid voor de PvdA in de gemeenteraad van Amsterdam. In 2002 werd ze stadsdeelwethouder Onderwijs, Jeugdbeleid, Sport, Vrouwen-empowerment en het Grotestedenbeleid in stadsdeel Zeeburg. Vanaf januari 2009 was ze daar stadsdeelvoorzitter met de portefeuille openbare orde en veiligheid, onderwijs, jeugd en sport.
Elatik was lijsttrekker van de Partij van de Arbeid voor de stadsdeelraadsverkiezingen van 3 maart 2010 voor het stadsdeel Oost. Dit nieuwe stadsdeel ontstond uit de fusie van de stadsdelen Zeeburg en Oost-Watergraafsmeer.

### Aftreden en herbenoeming
Toen bleek dat Elatik in een relaas over een ernstig financieel debacle bij muziekcentrum MuzyQ de ernst van de feiten had verdoezeld, trok de fractie van de PvdA zich terug uit de coalitie. Elatik trad af als voorzitter van het stadsdeel. Het debacle draaide om muziekcentrum MuzyQ, dat niet aan de verplichtingen kon voldoen, waardoor de bank de garantie in één keer kon opeisen. Hierop besloot de deelraad om het pand aan te kopen. Dit besluit was genomen voor Elatik bij de zaak betrokken werd. In de Volkskrant zei ze: "Daar had ik niets mee te maken, het was gebeurd voor mijn tijd, in het raadsonderzoek wordt mijn naam niet één keer genoemd. Ik heb alleen samen met mijn collega's de shit opgeruimd."
Naast deze kwestie speelde ook mee dat het bestuur van het stadsdeel een dure boot huurde tijdens Sail, waarbij Elatik bekende de raad niet goed te hebben ingelicht.
Door het uitblijven van haar ontslagbrief bleef Elatik op de loonlijst staan terwijl ze feitelijk niet meer werkzaam was voor het stadsdeel.
Twee maanden later, op 23 november 2010, werd Elatik herbenoemd als stadsdeelvoorzitter. Zij bleef aan tot 2014. Door de oppositie werd zij bij deze herbenoeming bekritiseerd omdat zij een taxirit naar Nijmegen zou hebben gedeclareerd, terwijl ze ook de beschikking had over een dienstauto. De taxirit was geregeld door de stadsdeel-organisatie, omdat de gebruikelijke chauffeurs van het stadsdeel niet beschikbaar waren, en de factuur werd door het taxibedrijf direct naar de organisatie gestuurd, zoals bevestigd door de stadsdeelwoordvoerder.

### Politie Amsterdam
Van 2015-2017 werkte Elatik voor de Politie Amsterdam, waar ze het programma ‘Politie van iedereen’ opzette als programmadirecteur diversiteit. Dit programma krijgt inmiddels landelijk opvolging.
In 2017 berichtten de media dat Elatik er voor zou hebben gepleit om bij de politie het dragen van een hoofddoek toe te staan. Deze berichten leidden tot ophef. Zelf vertelde ze dat de politie in Amsterdam onderzocht of vrouwelijke agenten een hoofddoekje zouden kunnen dragen, net zoals in landen als Canada en Engeland, maar dat zij geen bemoeienis had met dat onderzoek. Dit werd op 13 februari 2018 bevestigd door hoofdcommissaris Aalbersberg.
Binnen de politieorganisatie waren veel medewerkers verontwaardigd over de hoogte van de vergoeding die zij kreeg voor haar werk als zzp'er. De vergoeding bedroeg 125 euro bruto per uur exclusief btw, voor 20 uur per week, dus zo'n 12.000 euro per maand.

### Media-suggestie fraude
In 2017 werd Saadia a.-T., programmamanager van het team radicalisering en polarisatie van de gemeente Amsterdam, op non-actief gesteld en later ontslagen in afwachting van een onderzoek naar fraude. Zij zou opdrachten vanuit de gemeente hebben gegund aan iemand met wie ze een relatie had. Dit kwam in het nieuws met de vermelding dat Saadia a.-T. in het netwerk van Elatik zat, waarin verschillende Nederlanders van Marokkaanse komaf zouden worden bevoordeeld. Er werd hierdoor gesuggereerd dat 'octopus' Elatik er iets mee te maken had. In juli 2020 werd Saadia a.-T. door de Rechtbank vrijgesproken van de beschuldiging van fraude.

## Nevenfuncties
- Elatik is bestuurslid van theaterproject The Female Factory.
- Elatik en rabbijn Lody van de Kamp zijn de initiatiefnemers van Salaam-Shalom Amsterdam!, een joods-islamitisch platform dat zich inzet voor het verminderen van maatschappelijke spanningen in de stad, in de vorm van een onafhankelijke ongesubsidieerde vriendenkring van vrijwilligers. Het platform is van start gegaan op 24 juni 2014.[13][14]
- Elatik is bestuurslid van stichting Giving Back, die scholieren met een allochtone achtergrond ondersteunt bij hun studie en carrière in het bedrijfsleven.